# 新未来主义

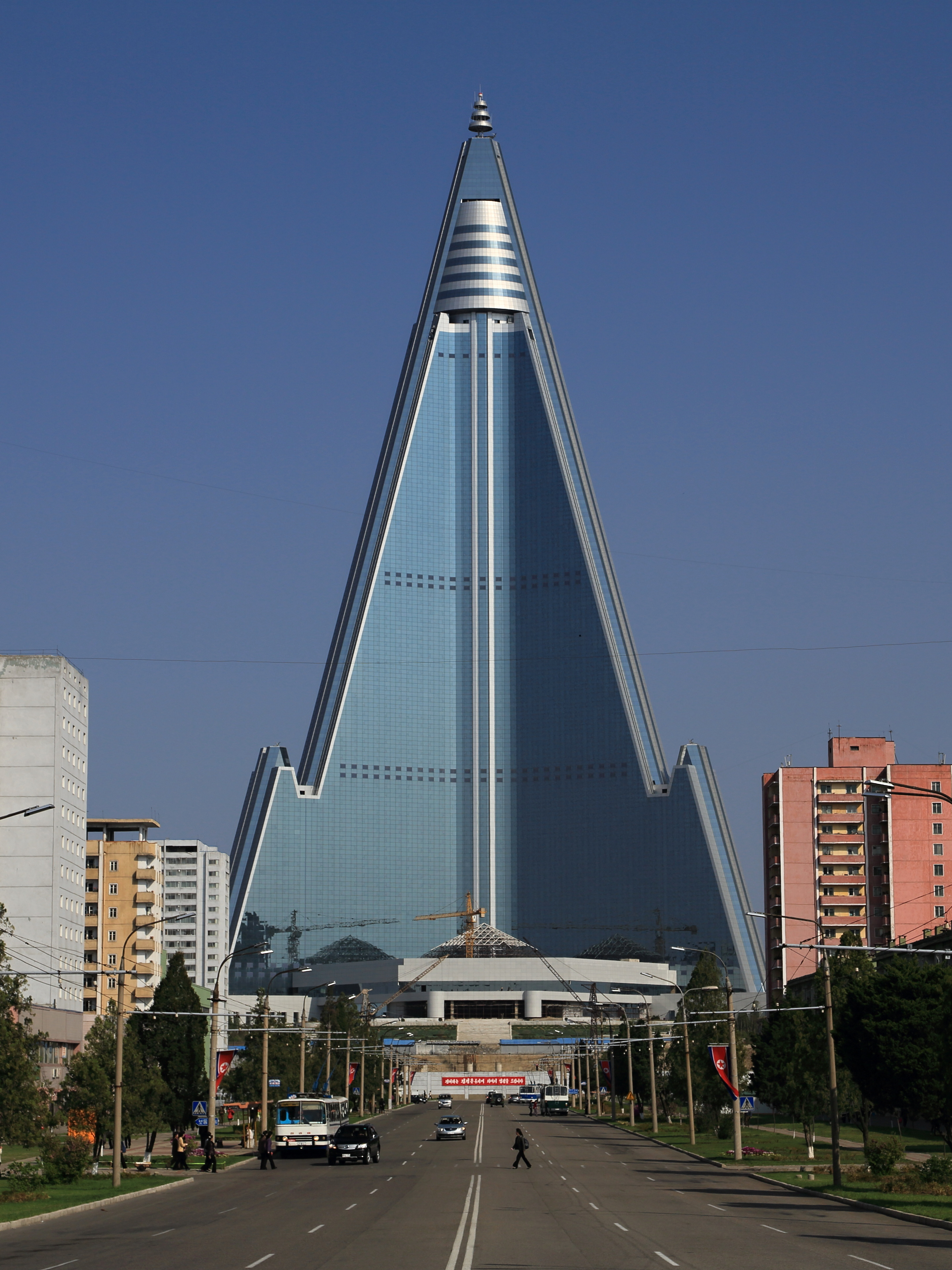
位於朝鮮平壤的柳京飯店，有濃厚的新未來主義色彩

新未來主義（英語：Neo-futurism）是20世紀末至21世紀初的藝術、設計以及建築的運動。 這可以是被認為是違背了後現代主義的態度，代表對更美好未來的理想化的信念，以及“需要將現代融洽與技術相結合”。  

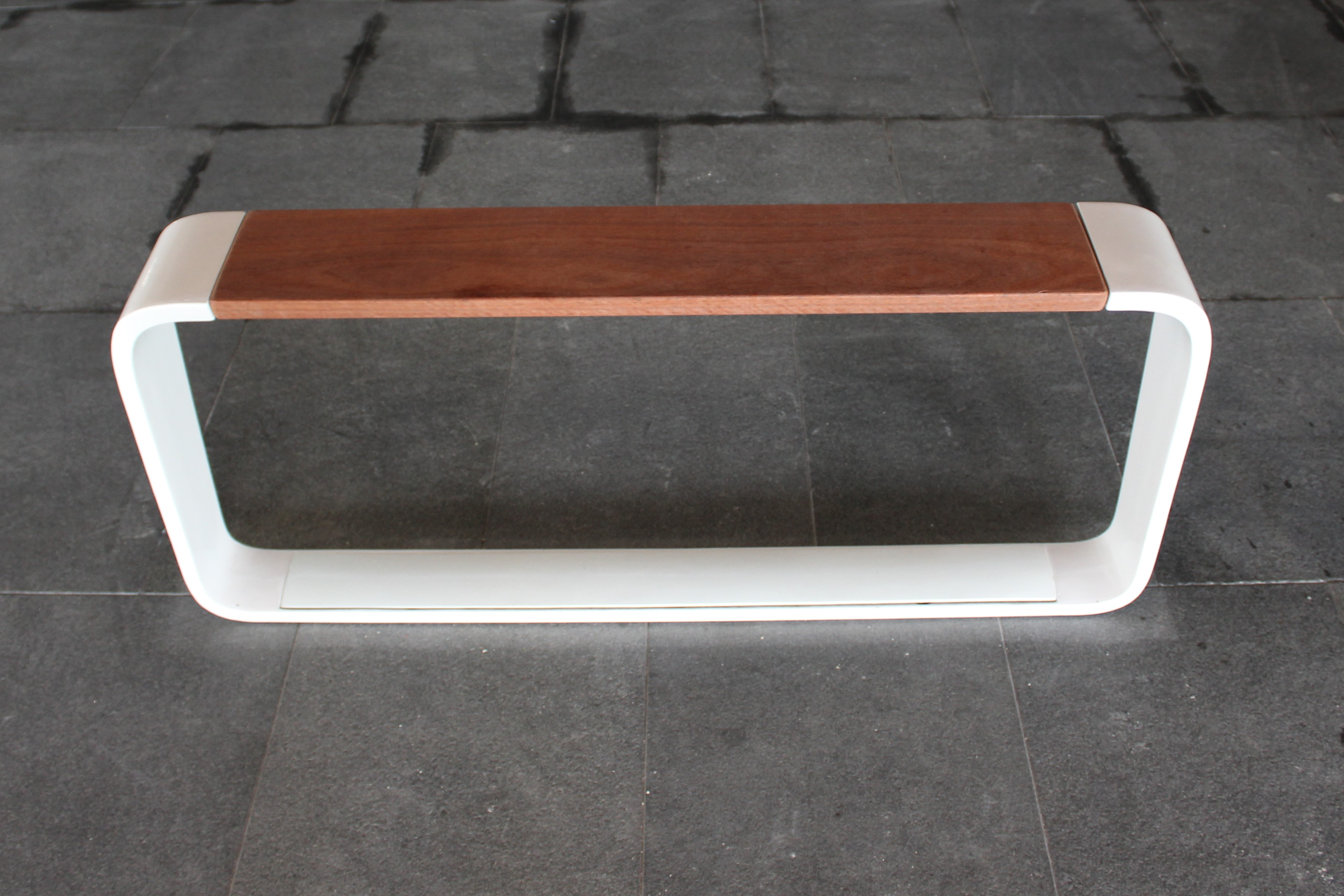
一張新未來主義的公共長椅

## 歷史
在「新未來主義城市宣言」發表後，新未來主義在2007年得到部分復興，該宣言被列入提交給國際展覽局的候選名單，並由作者撰寫創新設計師 維托·迪巴里（聯合國教科文組織前執行董事），概述了他在2015年世博會期間對米蘭市的願景。維托·迪巴里定義了他的新未來主義願景是「藝術、尖端技術和道德價值觀的交叉融合，共同創造普遍更高的生活質量」；他引用了可持續發展理論的第四支柱並報告說該名稱的靈感來自聯合國報告我們共同的未來。 
在迪巴里的宣言發表後不久，英國一個名為新未來主義集團的集團於2008年2月20日在布萊頓街頭發布了他們自己版本的新未來主義宣言，由 羅伊娜·伊斯頓撰寫，以紀念未來主義成立99週年。  FT馬里內蒂於1909年發表了未來主義宣言。該集團對新未來主義的看法與迪巴里的有很大不同，從某種意義上說，它側重於承認意大利未來主義者的遺產，以及批評我們目前對氣候變化和金融體系的絕望狀態。 在對宣言的介紹中，新未來主義集體指出：「在一個對地球狀況和金融體系普遍絕望的時代，對技術力量與人類想像力結合的樂觀主義的未來主義遺產具有對我們的現代產生強大的共鳴這顯示了對新未來主義的一種更具有社會參與性的解釋——一種直接與其追隨者交談，而不是通過行動來表示某些觀點」（例如在新未來主義中選擇環保材料）。
讓路易斯·科恩將新未來主義定義為技術的必然結果，並指出當今建造的大量結構是新材料和關於大型建築在社會中的功能的概念的副產品。伊坦·J·伊爾菲爾德寫道，在當代新未來主義美學中，“機器成為創作過程本身不可或缺的元素，並產生了在計算機技術出現之前不可能出現的藝術模式。雷納班納姆的定義 「另一種架構」 是對一種在技術上克服所有先前架構但具有表現形式的架構的呼籲，正如班納姆所說的新未來主義「架構圖的插件計算機化城市，形式不必遵循功能進入 遺忘。」
馬修菲利普斯將新未來主義美學定義為「在技術創新和統治的背景下對時間、空間和主題的操縱，為未來提出了新的方法，與過去的前衛和當前的技術官僚哲學相反」這個定義與新未來主義建築師的工作是一致的，他們的方法位於技術創新的背景下，但沒有提到源於建築新未來主義的生態正念。
这种超前的运动，是对快速发展的城市的审美和功能的未来主义的重新思考。